# Edaily Ladies Open
Het Edaily Ladies Open (Koreaans: 이데일리 숙녀 열기) is een jaarlijks golftoernooi voor vrouwen in Zuid-Korea, dat deel uitmaakt van de LPGA of Korea Tour. Het werd opgericht in 2012 en vindt sindsdien telkens plaats op de Muju Anseong Country Club in Muju.
Het toernooi wordt gespeeld in strokeplay-formule van drie ronden (54-holes).

## Winnaressen
| Jaar | Winnares       | Score | Score | Info |
| ---- | -------------- | ----- | ----- | ---- |
| 2012 | Lee Rye-jung   | 205   | –11   |      |
| 2013 | Lee Mi-rim     | 209   | –9    |      |
| 2014 | Lee Seung-hyun | 206   | –10   |      |

| Toernooirecord |

 Lotte Mart Women's Open ·
 Nexen Saint Nine Masters ·
 Edaily Ladies Open ·
 Woori Ladies Championship ·
 Doosan Match Play Championship ·
 E1 Charity Open ·
 Lotte Cantata Women's Open ·
 S-OIL Champions Invitational ·
 Korea Women's Open ·
 Kumho Tire Women's Open ·
 Jeju Samdasoo Masters ·
 Hanwha Finance Classic ·
 KyoChon Honey Ladies Open ·
 Nefs Masterpiece ·
 MBN Women's Open ·
 Charity High1 Resort Open ·
 YTN-Volvik Women's Open ·
 KLPGA Championship ·
 Daewoo Classic ·
 Pak Se-ri Invitational ·
 Hite Championship ·
 LPGA KEB-HanaBank Championship ·
 KB Star Championship ·
 Seoul Ladies Classic ·
 ADT CAPS Championship ·
 Chosun Ilbo Championship ·
 China Women's Open